# ماتيو سيلفا
ماتيو سيلفا (بالإيطالية: Matteo Silva)‏ هو ناشر ومنتج أسطوانات وملحن إيطالي، ولد في 17 أكتوبر 1960 في أولم في ألمانيا.

## وصلات خارجية
- ماتيو سيلفا على موقع ميوزك برينز (الإنجليزية)
- ماتيو سيلفا على موقع ديسكوغز (الإنجليزية)